# Thames Motor Body and Engineering Company
Die Thames Motor Body and Engineering Company (kurz: Thames) war ein britischer Karosseriehersteller, der unmittelbar nach dem Ende des Ersten Weltkriegs Aufbauten für Automobile fertigte. Das Unternehmen war wirtschaftlich von einem einzelnen Auftraggeber abhängig und brach mit dessen Zahlungsunfähigkeit zusammen.

## Unternehmensgeschichte

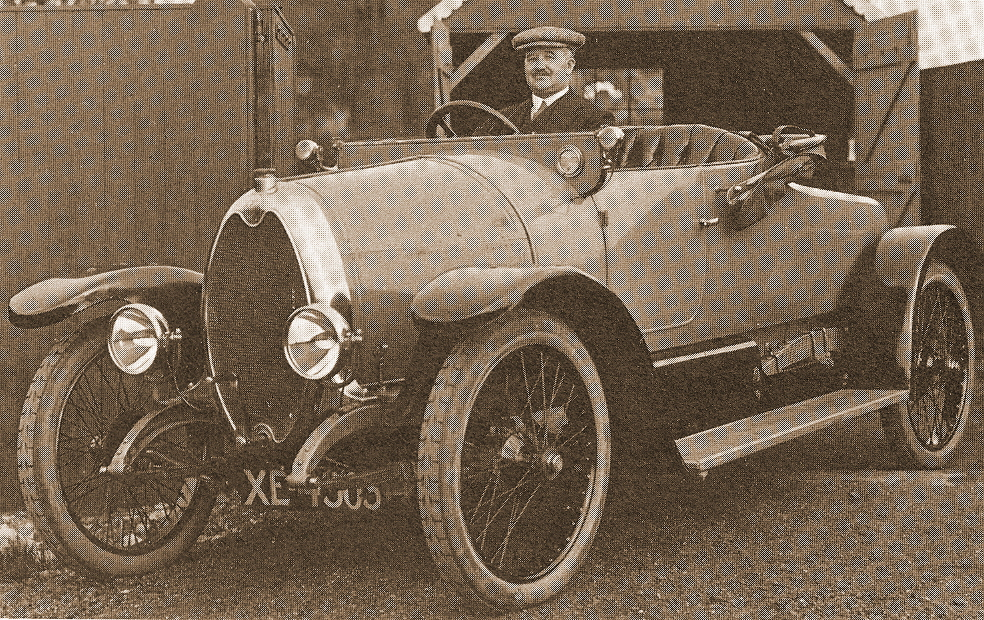
Storey 14 HP mit Thames-Karosserie

Thames wurde von St. John Cooper gegründet und geleitet, einem Halbbruder der britischen Schauspielerin Gladys Cooper. Das Unternehmen war in Wandsworth im Südwesten Londons ansässig. Es war eng mit Storey Motors verbunden, einem 1919 gegründeten Londoner Hersteller von Mittelklasseautomobilen. Thames fertigte von 1919 bis 1920 alle werksseitig angebotenen Karosserien für Storey Motors; andere Auftraggeber hatte das Unternehmen nicht. Als Storey 1921 zahlungsunfähig und aufgelöst wurde, konnte sich auch Thames nicht mehr halten. Cooper stellte den Betrieb noch im gleichen Jahr ein.